# Baldratia anabasidiramea
Baldratia anabasidiramea är en tvåvingeart som beskrevs av Fedotova 1991. Baldratia anabasidiramea ingår i släktet Baldratia och familjen gallmyggor.
Artens utbredningsområde är Kazakstan. Inga underarter finns listade i Catalogue of Life.